# Étienne Chouard
Étienne Chouard   (16è districte de París, 21 de desembre de 1956) és un professor d'economia i dret en una escola secundària, i un bloguer francès que va aconseguir certa notorietat en 2005 durant la campanya del referèndum francès pel Tractat pel qual s'estableix una Constitució per a Europa, advocant a favor del "no".
Des de llavors, Étienne Chouard es defineix com un cercador de la causa principal de les injustícies socials i ha estat treballant en diferents models de sistema polític on es mostra contrari a que els representants establisquen les regles de la representació. És partidari en aquest sentit de provar el sorteig com alternativa a l'elecció, i sosté que s'ha d'aplicar a una Assemblea Constituent. Al 2006 va crear un Wiki per fomentar el treball participatiu.
És particularment seguit dins de les armilles grogues per la seva promoció del Referèndum d'Iniciativa Ciutadana (RIC), una de les principals demandes del moviment.

## Trajectòria
Étienne Chouard és jurista de formació. Ha sigut professor d'economia, gestió, dret i informàtica en l'institut Marcel-Pagnol a Marsella.
El 25 de març de 2005 va publicar a la seva pàgina web una anàlisi crítica sobre el Tractat Constitucional Europeu, presentant-se com un ciutadà sense partit, sense etiqueta, i sense ambicions polítiques personals [nota 1].
Ràpidament centenars de reaccions li van arribar a ell per correu electrònic, i les visites a la seva pàgina web així ho confirmaven. Reconeixent així la importància d'aquest nou camp de la ciutadania, alguns usuaris comentaven a les seves pàgines, com per exemple Dominique Strauss-Kahn.
El diari francès Le Monde va retratar el “no” amb ell dibuixat de el Quixot, i el lloc es va convertir en un dels més actius a França, amb més de 30.000 visites per dia.
Amb la victòria del "no", es va consagrar com un dels bloguers més influents de França en 2006: "El Quixot" del "no" [...], es va convertir en un estel de la campanya del referèndum".
En el 2007, Étienne Chouard recolza el moviment altermondista en la primera volta de les eleccions presidencials en signar la petició de suport a la candidatura de José Bové a la presidència de la República.
El mateix any, es va oposar al Tractat de Lisboa, identificant-lo com una còpia pràcticament idèntica del tractat que establia una Constitució per a Europa rebutjat per referèndum.

## Publicacions
- 2004: Prendre de bonnes habituds avec Excel, Corroy, coll. « Outils et méthodes bureautiques », Rians, 117 p.
- 2004: Créer une application avec Access, Corroy, coll. « Outils et méthodes bureautiques », Rians, 117 p.
- 2008: préface de la dette publiqui, une affaire rendible : À qui profite li système, André-Jacques Holbecq et Philippe Derudder, avec la collababoration du collectif Groupe de recherches économiques pour un système sociétal (GRESSO), Editions Yves Michel, coll. « Économie », Gap, 157 p.
- 2017: Nous ne sommes pas en démocratie!, La relève et la pesta.
- 2019: Écrire nous-mêmes la Constitution : exercices d'entraînement pour préparer un processus constituant populaire, Paris/78-Maurepas, Talma studios, 112 p. (ISBN 979-10-96132-93-5).
- 2019: Notre cause commune: instituer nous-même la puissance politique qui nous manque, éditions Max Milo, 122 p. (ISBN 978-2-315-00882-7).
- 2020: Pròleg del llibre de Jean Bricmont, Les censeurs contre la République, edicions Jeanne.